# Rabitə Baku
Rabitə Baku (azer. Rabitə Bakı Voleybol Klubu) – azerski klub siatkarski kobiet, powstały w 2004 w Baku. Klub występuje w rozgrywkach azerskiej Superligi.

## Osiągnięcia

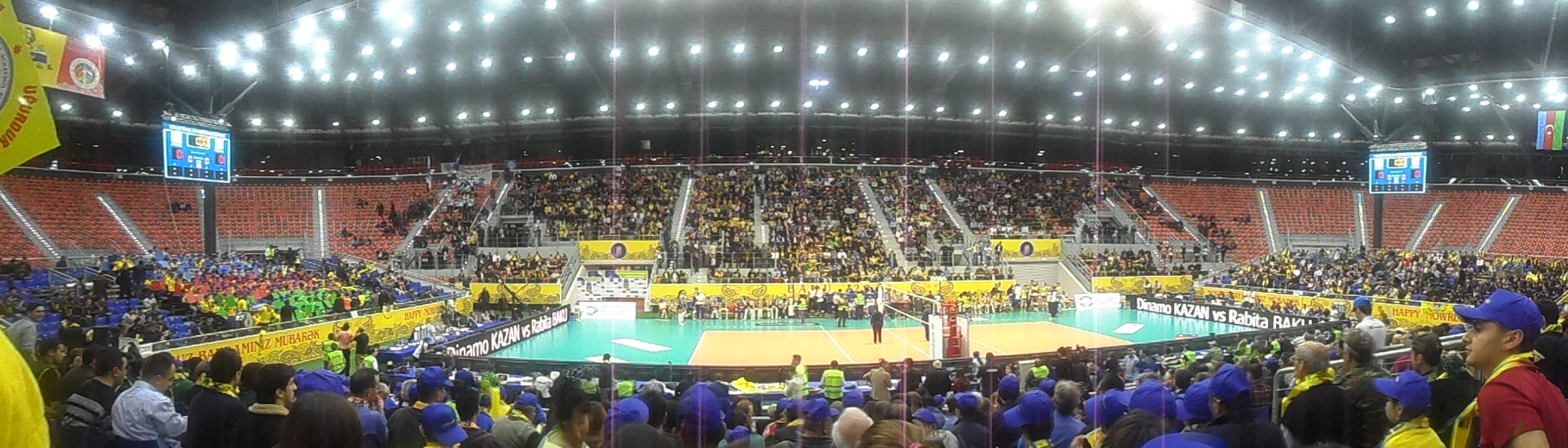
Mecz półfinałowy Ligi Mistrzyń 2013/2014 pomiędzy drużynami Rabity Baku i Dinama Kazań dnia 15.03.2014

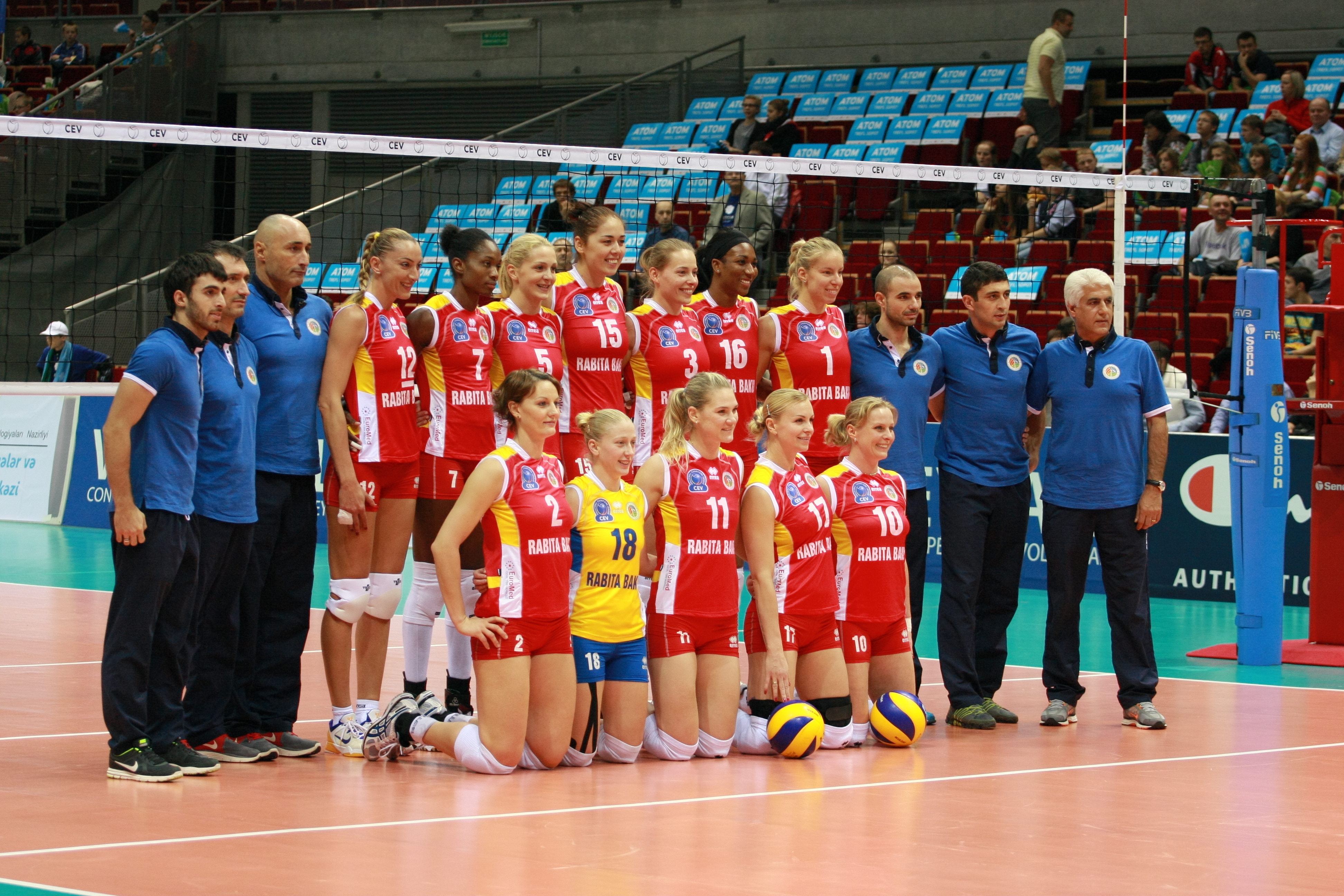
Zawodniczki Rabity Baku w sezonie 2012/2013

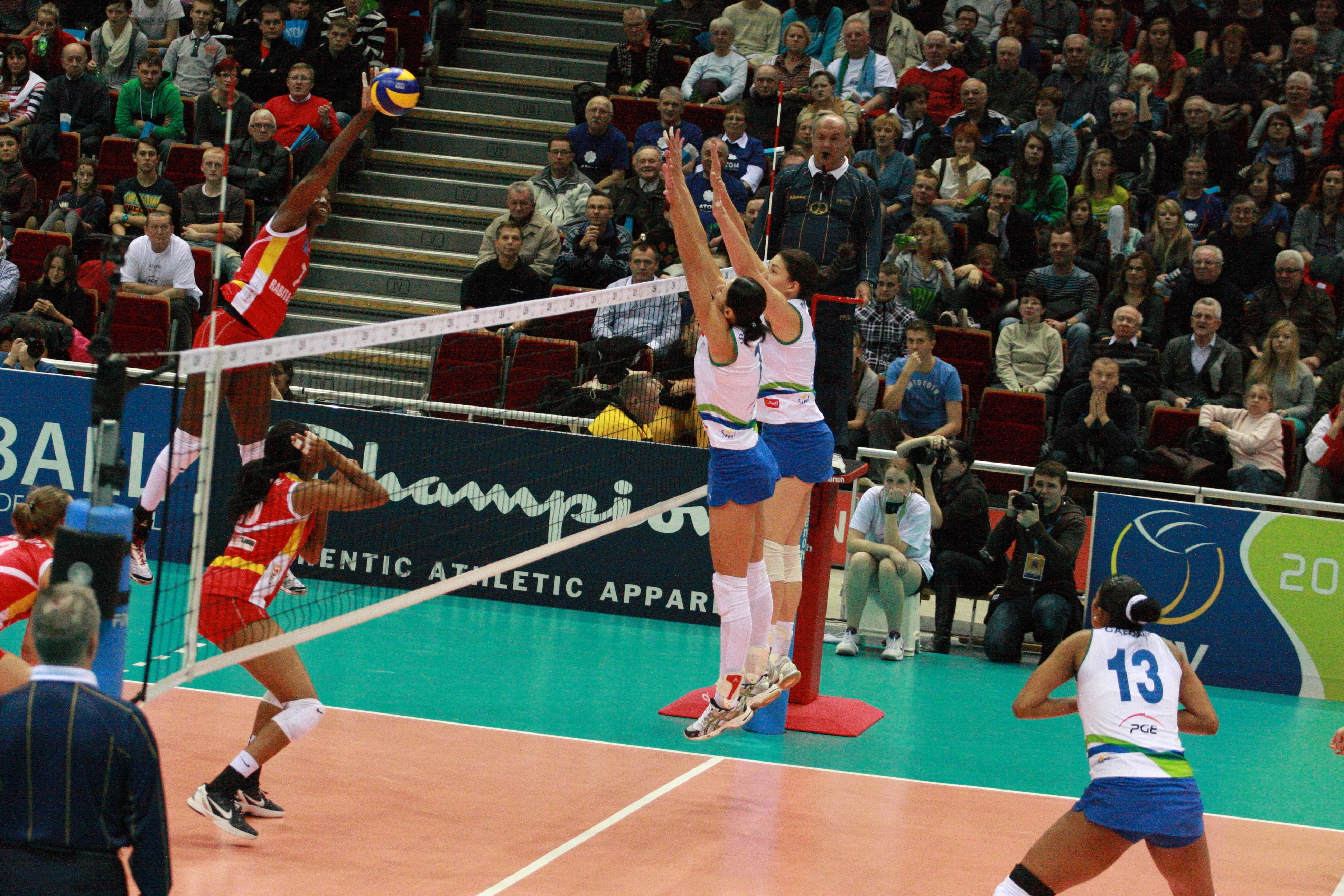
Mecz Ligi Mistrzyń w sezonie 2012/2013 pomiędzy drużynami Rabity Baku i Atomu Trefl Sopot dnia 13.11.2012

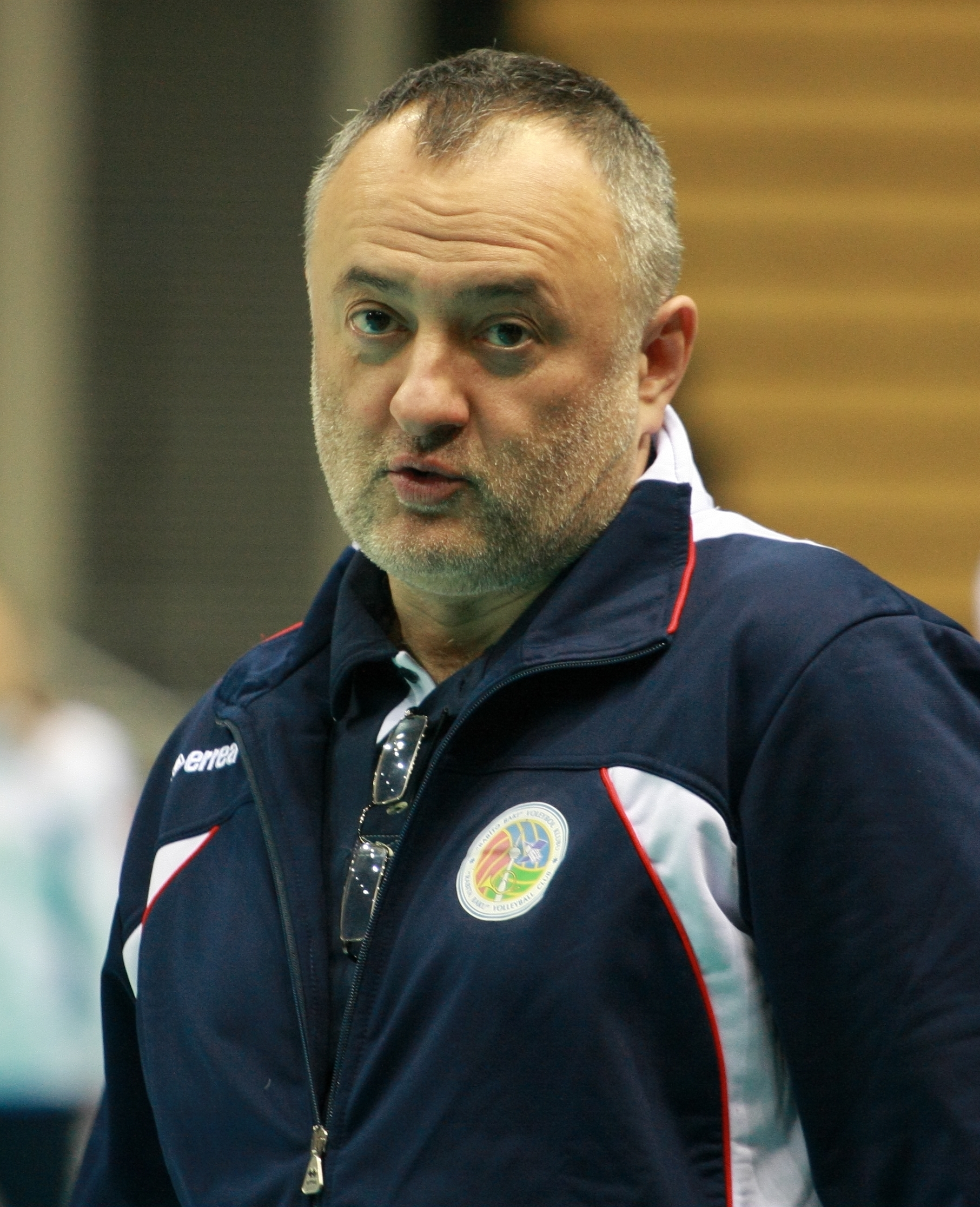
Zoran Gajić trener Rabity Baku w sezonie 2011/2012 i 2014/2015

- Mistrzostwo Azerbejdżanu:
  -  1. miejsce: 2009, 2010, 2011, 2012, 2013, 2014, 2015
  -  2. miejsce: 2016
- Liga Mistrzyń:
  -  2. miejsce: 2011, 2013
  -  3. miejsce: 2014
- Puchar CEV:
  -  3. miejsce: 2010
- Klubowe Mistrzostwa Świata:
  -  1. miejsce:  2011
  -  2. miejsce: 2012

## Skład zespołu

### Polki w klubie
| Lata gry  | Imię i nazwisko             |
| --------- | --------------------------- |
| 2012-2014 | Katarzyna Skorupa           |
| 2013-2015 | Katarzyna Skowrońska-Dolata |